# Bundesverband Musikunterricht
Der Bundesverband Musikunterricht (BMU) ist ein deutscher Verband von musikpädagogisch Interessierten in Schule, zweiter Ausbildungsphase und Hochschule. Er setzt sich für die Verbesserung des Musikunterrichts an allgemeinbildenden Schulen und die Interessen der Musiklehrer (siehe: Musikpädagogik) ein.

## Über den Verband
Der Bundesverband Musikunterricht (BMU) entstand 2015 aus der Zusammenlegung des Arbeitskreises für Schulmusik (AfS), der als eigenständiger Verein von 1953 bis 2015 existierte, und des Verbandes Deutscher Schulmusiker (VDS).
Der BMU setzt sich für das Musikleben und die musikalisch-künstlerischen Arbeit an Schulen ein, insbesondere für die Arbeit von Musikensembles an Schulen.
Der BMU fördert zudem er eine qualifizierte und ausreichende Ausbildung von Musiklehrern aller Schularten, -formen und -stufen. So organisiert er auf Landes- und Bundesebene Fortbildungen und Veranstaltungen, die der Weiterbildung von Musiklehrerinnen und Musiklehrern und der Förderung des Musiklebens an Schulen dienen.
Auf Bundesebene organisiert der BMU einmal jährlich den Bundeskongress Musikunterricht. Der fünfte Bundeskongress Musikunterricht sollte im September 2020 in Mannheim stattfinden, musste aber wegen Corona auf den September 2022 verschoben werden. Mit weit über 1000 Teilnehmenden fand er dann auch statt.
Präsidenten des BMU auf Bundesebene sind Georg Biegholdt und Jürgen Oberschmidt. Derzeitige bzw. ehemalige Ehrenpräsidenten sind Karl Heinrich Ehrenforth (1929–2017), Hans Bäßler, Ortwin Nimczik und Jürgen Terhag.

## Bundesbegegnung und -wettbewerbe
Der BMU organisiert die Bundesbegegnung „Schulen musizieren“, der Schulen Auftrittsmöglichkeiten und musikalische Weiterbildung von schulischen Ensembles (Band, Orchester, Chor etc.) ermöglicht. Der BMU organisiert auch den Bundeswettbewerb Klassenmusizieren, der dazu beitragen soll, den kinder- und jugendgerechten Umgang mit Musik zu verbessern.
Darüber hinaus ist er auch für den Bundeswettbewerb „Schulpraktisches Klavierspiel“ (für Lehramtsstudierende) und weitere Wettbewerbe, die der musikpädagogischen Fortbildung dienen, zuständig.
Der BMU vergibt auch den BMU-Medienpreis für innovative und musikpädagogisch anspruchsvolle Medienproduktionen im Bereich audiovisueller Medien und plattformübergreifender Medien einschließlich Internet. Mit diesem Preis sollen Werke ausgezeichnet werden, „die Kindern und Jugendlichen auf besonders ansprechende Weise Zugänge zu Musik eröffnen und im schulischen Kontext musikpädagogisch wirken“.

## Kooperationen auf Landesebene
Die Projekte auf Bundesebene werden von den BMU-Landesverbänden unterstützt. Diese führen beispielsweise im Rahmen von „Schulen musizieren“ regionale und landesweite Begegnungen durch.
Der BMU ist Partner des Bayerischen Staatsministeriums für Unterricht und Kultus für dessen Projekt „Bayerisches Realschulstreichorchester“.